# William Fletcher
William Fletcher –conocido como Will Fletcher– (Chester-le-Street, 24 de diciembre de 1989) es un deportista británico que compitió en remo.
Ganó dos medallas en el Campeonato Mundial de Remo, en los años 2013 y 2015, y dos medallas de plata en el Campeonato Europeo de Remo, en los años 2012 y 2015.
Participó en los Juegos Olímpicos de Río de Janeiro 2016, ocupando el séptimo lugar en la prueba de doble scull ligero.

## Palmarés internacional
| Campeonato Mundial | Campeonato Mundial      | Campeonato Mundial | Campeonato Mundial        |
| Año                | Lugar                   | Medalla            | Prueba                    |
| ------------------ | ----------------------- | ------------------ | ------------------------- |
| 2013               | Chungju (Corea del Sur) | Medalla de bronce  | Cuatro sin timonel ligero |
| 2015               | Aiguebelette (Francia)  | Medalla de plata   | Doble scull ligero        |
| Campeonato Europeo |                         |                    |                           |
| Año                | Lugar                   | Medalla            | Prueba                    |
| 2012               | Varese (Italia)         | Medalla de plata   | Cuatro sin timonel ligero |
| 2015               | Poznań (Polonia)        | Medalla de plata   | Doble scull ligero        |